# Copeland (gruppo musicale)
I Copeland sono un gruppo musicale statunitense formatosi nel 2001 a Lakeland, in Florida. Dopo essersi sciolto nel 2010, il gruppo è ritornato in attività nel 2014.
Aaron Marsh, frontman, cantante e autore dei brani della band, è stato definito come uno dei migliori cantautori della scena indie ed emo degli anni 2000.

## Storia del gruppo
La band nasce dall'idea degli amici Aaron Marsh (canto, chitarra e pianoforte) e Bryan Laurenson (basso), entrambi provenienti da Lakeland, in Florida. Dopo uno split con il collettivo indipendente Pacifico (unica pubblicazione con il chitarrista Thomas Blair, rimasto per breve tempo nella formazione), i due musicisti ottengono un contratto con la The Militia Group nel 2002, anno in cui reclutano che il chitarrista Bryan Laurenson e il batterista Rusty Fuller. L'anno successivo pubblicano il loro album di debutto Beneath Medicine Tree, in cui sono evidenti le influenze dei primi gruppi emo degli anni novanta. Nel 2004 esce l'EP di cover Know Nothing Stays the Same, a cui segue l'uscita dalla formazione di Fuller in favore di Jonathan Bucklew. L'anno dopo esce il loro secondo album di inediti, In Motion, sempre sotto la The Militia Group, che riesce a entrare nella Billboard 200, raggiungendo la posizione 166.
Nel 2006 firmano con la Columbia Records, con cui pubblicano il terzo album Eat, Sleep, Repeat, che vede un profondo cambiamento nel loro stile musicale, abbandonando l'emo e abbracciando sonorità più vicine all'indie rock. Nel 2007, dopo l'uscita di James Likeness dalla formazione per il suo desiderio di aprire uno studio grafico, pubblicano la raccolta di rarità Dressed Up & in Line, e successivamente il loro quarto album in studio, You Are My Sunshine, il primo con il chitarrista Stephen Laurenson (fratello di Bryan), che vede la luce nell'ottobre 2008 pubblicato dalla Tooth and Nail Records. Esattamente un anno dopo, i Copeland annunciano il loro imminente scioglimento dopo un tour d'addio nel 2010, non escludendo però la possibilità di ritornare a fare musica insieme.. Aaron inizia una carriera da produttore discografico, mentre i fratelli Laurenson fondano una nuova band chiamata States
Il 1º aprile 2014, a sorpresa, i Copeland annunciano un nuovo album in uscita verso la fine dell'anno dopo oltre 4 anni di inattività. Ixora viene pubblicato nel novembre dello stesso anno dalla Tooth & Nail Records.

## Formazione

### Formazione attuale
- Aaron Marsh – voce, chitarra, basso, pianoforte, tastiera (2001-2010, 2014-presente)
- Bryan Laurenson – chitarra, tastiera (2002-2010, 2014-presente)
- Stephen Laurenson – chitarra (2008-2010, 2014-presente)
- Jordan Butcher – batteria, percussioni (2015-presente)

### Ex componenti
- Jonathan Bucklew – batteria, percussioni (2005-2010, 2014)
- James Likeness – basso (2001-2007)
- Rusty Fuller – batteria, percussioni (2002-2004)
- Thomas Blair – chitarra (2001)

## Discografia

### Album in studio
- 2003 – Beneath Medicine Tree
- 2005 – In Motion
- 2006 – Eat, Sleep, Repeat
- 2008 – You Are My Sunshine
- 2014 – Ixora
- 2019 – Blushing

### Raccolte
- 2007 – Dressed Up & in Line

### EP
- 2004 – Know Nothing Stays the Same
- 2009 – The Grey Man EP

### Split
- 2001 – Copeland & Pacifico
- 2003 – The Pale/Copeland

## Collegamenti
- Sito ufficiale, su thecopelandsite.com.
- (EN) Copeland, su AllMusic, All Media Network.
- (EN) Copeland, su Discogs, Zink Media.
- (EN) Copeland, su MusicBrainz, MetaBrainz Foundation.
- (EN) Copeland, su Billboard.